# Ron Chesterman
Ronald George Arthur Chesterman (Chester (Verenigd Koninkrijk), 27 november 1943 – 16 maart 2007) was een Brits contrabassist.

## Levensloop
In eerste instantie was Chesterman voorbestemd als jazz-bassist, maar hij raakte in 1966 betrokken bij Strawbs van Dave Cousins en Tony Hooper, waarvan hij tot 1970 deel uitmaakte. Die band ging echter steeds meer over op rockachtige composities, terwijl Chesterman meer de bluegrass en folkrock aanhing. Na zijn vertrek uit Strawbs werd er weinig meer van hem vernomen.
Hij zou naar eigen zeggen ook ooit eens zijn gevraagd als contrabassist voor de Chris Barber Jazz Band.

## Discografie

### Albums
- All Our Own Work (met Sandy Denny) (1968)
- Strawbs (1969)
- Dragonfly (1970)
- Strawberry Sampler Number 1 (2001)

### Singles
- Oh How She Changed
- The Man Who Called Himself Jesus
- Forever